# Юрковський Олександр Олександрович
Олександр Олександрович Юрковський — український військовослужбовець, майор Збройних сил України, учасник російсько-української війни. Герой України (2022).

## Російське вторгнення (2022)
У травні 2022 року підрозділ майора Олександра Юрковського знищив техніку ворога та понтонну переправу через річку Сіверський Донець у районі Білогорівки (Луганська область, див. Форсування Сіверського Донця). Завдяки цьому було сповільнено просування противника, унеможливлено перекидання його резервів і продовження наступу в напрямку населених пунктів Сіверськ і Лисичанськ.

## Нагороди
- звання Герой України з врученням ордена «Золота Зірка» (5 серпня 2022) — за особисту мужність, виявлену у захисті державного суверенітету та територіальної цілісності України, самовіддане служіння Українському народу[2];
- орден Богдана Хмельницького II ст. (21 квітня 2022) — за особисту мужність і самовіддані дії, виявлені у захисті державного суверенітету та територіальної цілісності України, вірність військовій присязі[3];
- орден Богдана Хмельницького III ст. (21 серпня 2019) — за особистий вагомий внесок у зміцнення обороноздатності Української держави, мужність, виявлену під час бойових дій, зразкове виконання службових обов'язків та високий професіоналізм[4].

## Військові звання
- майор.